# Sì... incoerenza
Sì... Incoerenza è il 7º album in studio di Patty Pravo, il terzo ed ultimo della trilogia Philips, pubblicato dall'etichetta discografica Philips nel 1972.

## Descrizione
Patty Pravo collabora con Léo Ferré, del quale incide Piccino (Petite) e Col tempo (Avec le temps), offrendo due interpretazioni di grande spessore, mentre La solitudine (La solitude) viene realizzata in una versione solo orchestrale che apre e chiude il disco
Andrea Lo Vecchio e Alberto Testa costruiscono sulla personalità della cantante l'adattamento italiani della celeberrima My Way (A modo mio) di Frank Sinatra, un'altra delle sue migliori prove d'interprete. Valsinha è stata incisa nello stesso anno anche da Mia Martini e inserita nell'album Nel mondo una cosa. Rappresenta il primo dei due brani incisi da entrambe le cantanti assieme a Vola.
Alcuni brani sono stati registrati dall'artista in lingue diverse, come nel caso di Yo (versione spagnola di Io), The way of love (versione inglese di Non so perché mi sto innamorando).
Con la pubblicazione dell'album si chiude definitivamente anche la collaborazione di Patty Pravo con l'etichetta discografica Philips.

## Tracce

### Lato A
1. La solitudine - 0:55 (Léo Ferré)
2. A modo mio - 4:24 (Andrea Lo Vecchio - Alberto Testa - Jacques Revaux - Claude François - Gilles Thibaut)
3. Lover man - 5:21 (J. Davis - R. Ramirez - J. Sherman)
4. Valsinha - 1:24 (Sergio Bardotti - Vinícius de Moraes - Chico Barque)
5. Non so perché mi sto innamorando - 2:16 (Alberto Testa - All Stillman - Jacques Dival)
6. Col tempo - 4:40 (E. Medail - Léo Ferré)

### Lato B
1. Solo un uomo - 4:08 (Cenci - Capello)
2. Per me amico mio - 3:10 (Andrea Testa - Sonny Bono)
3. Io - 3:53 (Bigazzi - Cavallaro)
4. Un po' di più - 3:35 (David Shel Shapiro - Sergio Bardotti)
5. Piccino - 4:09 (E. Medail - Léo Ferré)
6. La solitudine - 0:59 (Léo Ferré)

## Musicisti
- Bill Conti: Arrangiamenti e direzione d'orchestra
- Gaetano Ria: Tecnico del suono

## Accoglienza
Le vendite furono discrete; infatti l'album entra in top 50, raggiungendo la posizione #12 e risultando il 45º più venduto dell'anno 1972.